# Almas Tower
Der Almas Tower ist ein 363 Meter hoher Wolkenkratzer im Stadtteil Jumeirah Lake Towers in Dubai (VAE). Der Name, arabisch برج الماس, DMG Burǧ al-Mās, verwendet das arabische Wort für „Diamant“. Das Gebäude beherbergt das Dubai Multi Commodities Centre (DMCC).

## Beschreibung
Der über die vielen umgebenden Hochhäuser herausragende Wolkenkratzer hat 74 Etagen, von denen die obersten 4 Service-Etagen sind. Der Bau wurde 2005 begonnen und hatte Ende 2007 seine endgültige Höhe von 363 Metern bis zur Spitze erreicht. Nach der Fertigstellung 2009 war er für kurze Zeit das höchste fertiggestellte Gebäude in Dubai, bis der Burj Khalifa im Januar 2010 eröffnet wurde. Er steht nahezu in der Mitte des Baugebiets der Jumeirah Lake Towers, so dass er aus allen Richtungen als Orientierungspunkt wirkt. Auffallend ist an diesem einzeln stehendem Turm, dass er aus einer „Rosette“ aus acht spitz zulaufenden Häusern am Fuß herauszuwachsen scheint.
Im unteren Bereich befindet sich auf 1500 Quadratmetern ein öffentliches Diamanten-Schauzentrum mit Verkaufsräumen, weitere Büroetagen sind zum größten Teil für die Diamantenhändler reserviert. Im Almas Tower befindet sich ein Büro der Organisation des KPCS sowie des Dubai Multi Commodities Centre (DMCC).

## Einzelnachweise

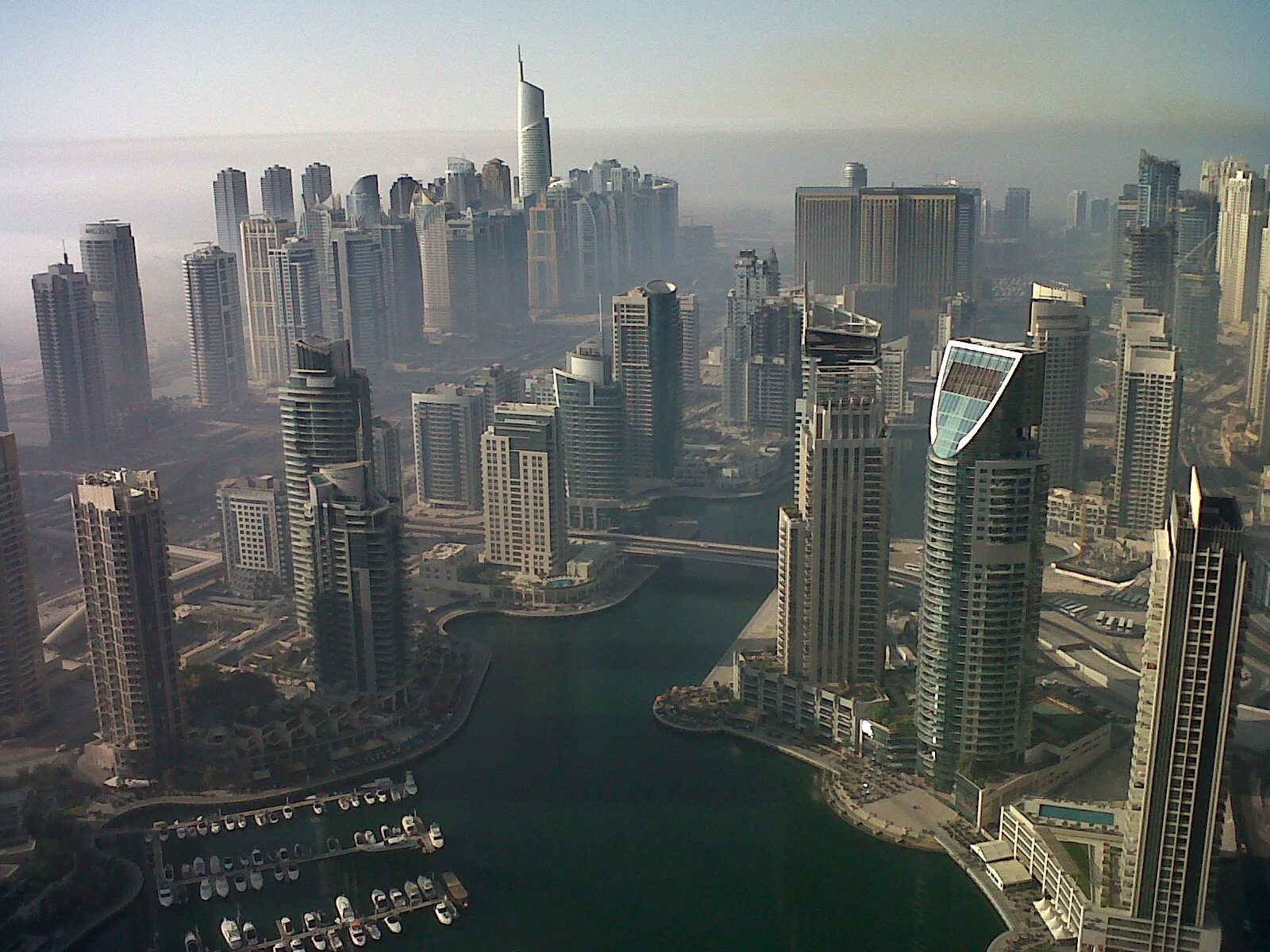
Der Almas Tower (Mitte links, hinten) im Stadtkontext, Blick von The Torch